# Liste von Persönlichkeiten der Stadt Pößneck
Die Liste von Persönlichkeiten der Stadt Pößneck enthält Personen, die in der Geschichte der thüringischen Stadt Pößneck im Saale-Orla-Kreis eine nachhaltige Rolle gespielt haben. Es handelt sich dabei um Persönlichkeiten, die Ehrenbürger von Pößneck waren oder hier geboren sind oder hier gewirkt haben.
Für die Persönlichkeiten aus den nach Pößneck eingemeindeten Ortschaften siehe auch die entsprechenden Ortsartikel.

## Ehrenbürger
- 1895: Fürst Otto von Bismarck (1815–1898), Reichskanzler
- Eduard Weißer (1835–1910), Impf- und Armenarzt[1]
- Wilhelm Friedrich von Heim (1835–1912), Staatsminister des Herzogtums Sachsen-Meiningen
- Robert Diez (1844–1922), Bildhauer
- Paul von Hindenburg (1847–1934), Generalfeldmarschall[2]
- 1946: Franz Huth (1876–1970), Maler

## Söhne und Töchter der Stadt
- Bartholomäus Rosinus (1520–1586), lutherischer Theologe
- Friedrich Widebrand (1532–1585), evangelischer Theologe
- Melchior Bischoff (1547–1614), evangelischer Kirchenlieddichter und Geistlicher
- Wilhelm Christian Oettel (1744–1829), evangelischer Geistlicher und Pädagoge
- Johann Christian Wagner (1747–1825), Regierungsrat und Kirchenlieddichter in Hildburghausen
- Christian Georg Wagner (1762–1851), Justizrat
- Johann Friedrich Trautschold (1773–1842), Oberfaktor, Hüttenmeister und Unternehmenschronist am Eisenwerk Lauchhammer
- Johann Gottlob Trautschold (1777–1862), evangelischer Pfarrer, Theologe, Pädagoge und Dichter
- Karl Friedrich Gottlob Strebel (1792–1861), Unternehmer in der Porzellanbranche
- Christian Etzdorf (1801–1851), Maler und Graphiker, Mitglied der Stockholmer Akademie
- Albrecht Freiherr von Giseke (1822–1890), Staatsminister in Sachsen-Meiningen
- Bernhard Giseke (1823–1876), deutscher Altphilologe und Gymnasiallehrer
- Robert Diez (1844–1922), Bildhauer, schuf unter anderem die Brunnenanlagen auf dem Albertplatz in Dresden
- Rudolf Koch (1856–1921), Pressezeichner, Maler und Graphiker
- Clara Walther (1860–1943), Landschafts- und Stilllebenmalerin sowie Radiererin
- Gustav Richard Fischer (1862–1921), Glashüttenbesitzer in Ilmenau
- Otto Lipfert (1864–1942), australischer Naturforscher und Taxidermist deutscher Herkunft
- Alfred Maul (1870–1942), Pionier der Luftaufklärung
- Paul Rieth (1871–1925), Kunstmaler und Zeichner
- Louis Huth (1842–1923), Porzellanmaler
- Franz Huth (1876–1970), Maler
- Bernhard Schildbach (1876–1944), Politiker (SPD), Redakteur und Mitglied des Landtages des Volksstaates Hessen
- Ludwig Haucke (1877–1961), Gewerkschafter
- Max Neubauer (1878–1949), Politiker (SPD)
- Erich Roßmann (1884–1953), Politiker (SPD)
- Bernhard Grahmann (1890–nach 1945), Lehrer und nationalsozialistischer Funktionär
- Otto Lindig (1895–1966), Keramiker und Bildhauer
- Alfred Hüthig (1900–1996), Verleger
- Kurt Desch (1903–1984 in München), Verleger
- Herbert Körbs (1907–1983), Schauspieler und Regisseur
- Herbert Meyer (1908–1995), Synchronsprecher und Puppenspieler
- Johannes Helm (1921–1998), geboren in Öpitz, Heimatforscher des Markgräflerlandes
- Gisela Schertling (1922–1994), Katechistin und Teil des Freundeskreises der Widerstandsgruppe Weiße Rose
- Günter Müller (* 1927), Gewerkschafter (FDGB) und Politiker (SED)
- Boto Märtin (1928–2023), Pflanzenbauwissenschaftler
- Willibald Kimmel (1929–2011), Politiker (CDU), Landtagsabgeordneter in Baden-Württemberg
- Gerhard Fichtner (1932–2012), Medizinhistoriker
- Jürgen Klocksin (1932–2019), hessischer Politiker (SPD), Abgeordneter des Hessischen Landtags
- Konrad Enke (1934–2016), Schwimmer
- Günter Vogel (1934–2011), Internist, Hochschullehrer in Erfurt
- Hans Sattler (1935–2019), Politiker (SED) und Jugendfunktionär (FDJ)
- Friedrich Krause (* 1938), Ingenieur
- Hans-J. Manger (* 1940), Brauwissenschaftler
- Manfred Roßner (1941–2008), Fußballschiedsrichter
- Ellen Sander (* 1942), Sängerin, Jodlerin und Interpretin volkstümlicher Musik
- Roland Matthes (1950–2019), erfolgreichster Rückenschwimmer aller Zeiten
- Uwe Behrendt (1952–1981), Rechtsextremist
- Jo Berghammer (* 1953), Fotokünstler und Fotojournalist
- Ingulf Donig (* 1953), Politiker (SPD)
- Henri Weise (1954–1977), Todesopfer an der Berliner Mauer
- Bert Koß (* 1957), Schriftsteller, Dramaturg und Hörspielautor
- Christian Danz (* 1962), Professor für Systematische Theologie an der Universität Wien
- Volker Emde (* 1964), Politiker (CDU), Landtagsabgeordneter in Thüringen seit 1990
- Jürgen Querengässer (* 1964), Handballspieler
- Lorenz Kähler (* 1973), Rechtswissenschaftler
- Ringo Mühlmann (* 1975), Polizist und Politiker (AfD)
- Susan Link (* 1976), Radio- und Fernsehmoderatorin
- Marcel Dettmann (* 1977), Techno-Musiker, DJ und Inhaber des Musiklabels Marcel Dettmann Records
- Nico Herzig (* 1983), Fußballspieler
- Andreas Gaebler (* 1984), Fußballspieler
- Denny Herzig (* 1984), Fußballspieler
- Stephanie Milde (* 1988), Fußballspielerin
- Philipp Serrek (* 1993), Fußballspieler
- Maurice Hehne (* 1997), Fußballspieler

## Persönlichkeiten, die mit der Stadt in Verbindung stehen
- Bonifacius Erasmi de Rode (≈1480–1560), Mathematiker und evangelischer Theologe, starb in Pößneck
- Johann Muthmann (1685–1747), ab 1740 Pfarrer von Pößneck
- Alfred Bochert (1887–1975), Politiker (USPD, KPD, später SED), starb in Pößneck
- Hugo Brömmer (1895–1978), Politiker (KPD/SPD) Landtagsabgeordneter, starb in Pößneck
- Franz Ronneberger (1913–1999), Sozialwissenschaftler, ging in Pößneck zur Schule und legte dort sein Abitur ab.
- Horst Herold (1923–2018), Jurist, Präsident des Bundeskriminalamts, wuchs in Pößneck auf
- Dagmar Künast (* 1947) seit 1975 in Pößneck, Landtagsabgeordnete in Thüringen, Landesvorsitzende der Arbeiterwohlfahrt Thüringen, stellvertretende Landrätin in Pößneck
- Jessica Schmidt (* 1979), Rechtswissenschaftlerin und Hochschullehrerin an der Universität Bayreuth, besuchte in Pößneck das Gymnasium